# يوسف آباد بايين (مقاطعة فهرج)
يوسف‌آباد بايين (بالفارسية: یوسف‌آباد پایین) هي مستوطنة تقع في البلدة المركزية في إيران. يقدر عدد سكانها بـ 599 نسمة .